# Hoogersmilde
Hoogersmilde is een dorp in de gemeente Midden-Drenthe, in de Nederlandse provincie Drenthe.
Sinds de gemeentelijke herindeling van 1998 maakt het deel uit van de gemeente Midden-Drenthe, daarvoor maakte het deel uit van de gemeente Smilde.
Hoogersmilde is een streekdorp, gebouwd aan weerszijden van de Smildervaart.
In Hoogersmilde sluit de Beilervaart aan op de Smildervaart.
Bijzonderheden in en om Hoogersmilde:
- Ten zuiden van Hoogersmilde ligt het Leggelderveld
- Ten zuiden van Hoogersmilde ligt het Blauwe Meer
- In 2008 vierde het dorp het 375 jarige bestaan.
- Bij Hoogersmilde, aan de Beilervaart, staat een zendmast met een hoogte van meer dan 300 meter. Deze is op 15 juli 2011 tijdens een brand gedeeltelijk ingestort.

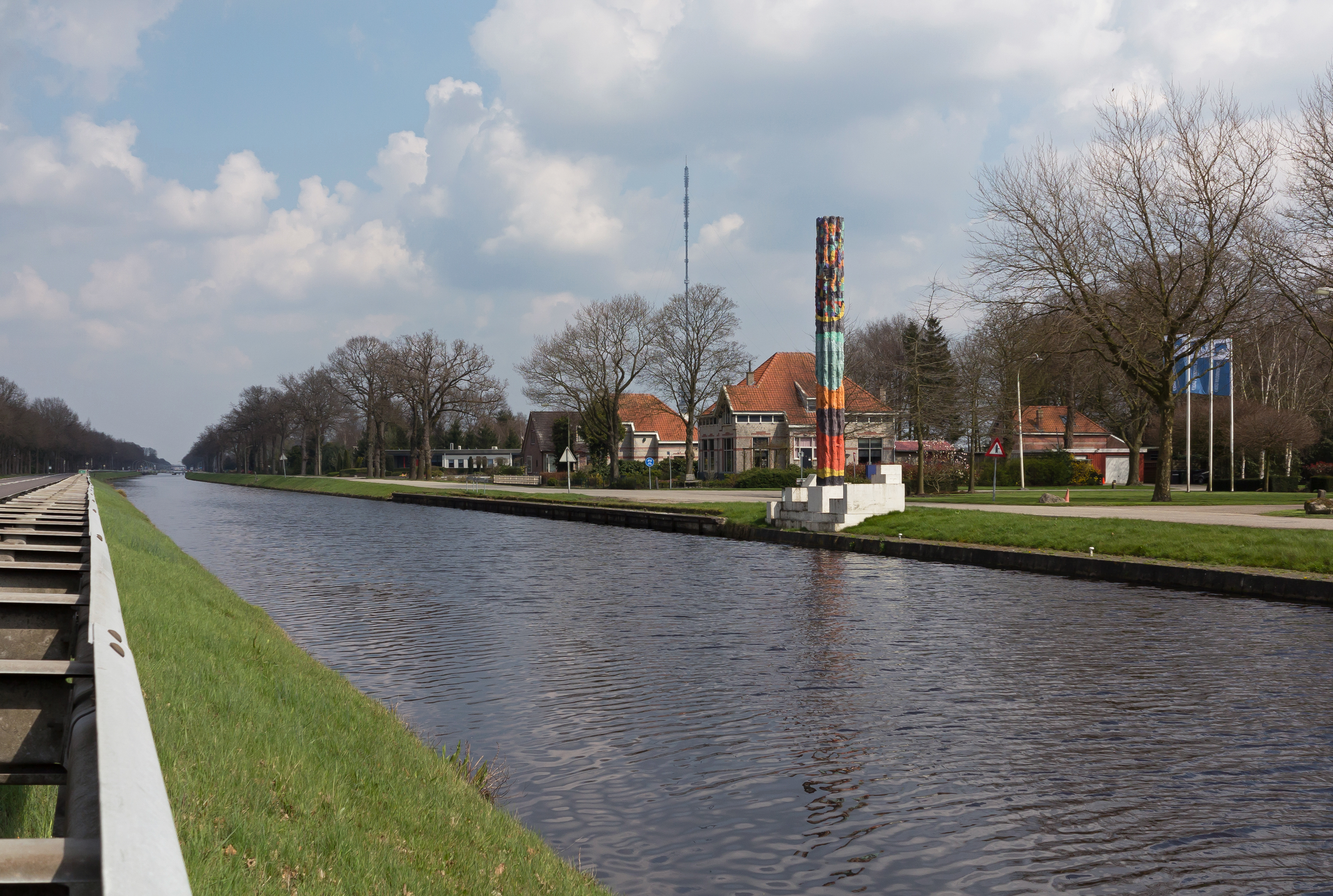
Hoogersmilde, kunstwerk- kleurige paal bij de ingang van de kalkzandsteenfabriek

## Sport
De plaatselijke sportvereniging is SV Hoogersmilde. De club heeft afdelingen voor voetbal, gymnastiek, handbal en volleybal.